# Pseudobradya pelogonos
Pseudobradya pelogonos är en kräftdjursart som beskrevs av Jakobi 1954. Pseudobradya pelogonos ingår i släktet Pseudobradya och familjen Ectinosomatidae. Inga underarter finns listade i Catalogue of Life.